# Sturnira bidens
Sturnira bidens — вид родини листконосові (Phyllostomidae), ссавець ряду лиликоподібні (Vespertilioniformes, seu Chiroptera).

## Середовище проживання
Країни проживання: Колумбія, Еквадор, Перу, Венесуела. Знайдений між 2,000 і 2,800 м. Значною мірою пов'язаний з вологими місцями проживання і хмарними лісами. 

## Звички
Харчується в основному плодами, можливо, також нектаром і пилком. Одне маля народжується на рік.   